# La Serena
La Serena è un comune del Cile della provincia di Elqui di 198 163 abitanti, capoluogo della Regione di Coquimbo.
È la seconda città più antica del paese dopo la capitale Santiago. La squadra di calcio è il Club de Deportes La Serena, nella Primera División, la massima divisione cilena.

## Geografia
Il comune si estende su una superficie di 1.892,8 km². La città è comunemente divisa in vari quartieri. A nord ci sono Compania Alta, Compania Baja e San Pedro. A sud ci sono le aree di La Pampa, San Joaquin ed El Milagro. A est ci sono i quartieri de La Antena, Juan XXIII, La Florida, Colina El Pino e il distretto universitario. Infine, a ovest c'è la zona di Avenida del Mar. 
Le campagne che circondano la città sono principalmente aree per la coltivazione di verdure e ci sono un gran numero di piantagioni di chirimoya, avocado e arance, nonché numerose foreste di eucalipti. Queste aree sono normalmente favorevoli agli incendi boschivi innescati durante la stagione estiva (gennaio-febbraio).
La città è caratterizzata da un clima desertico freddo.

## Storia

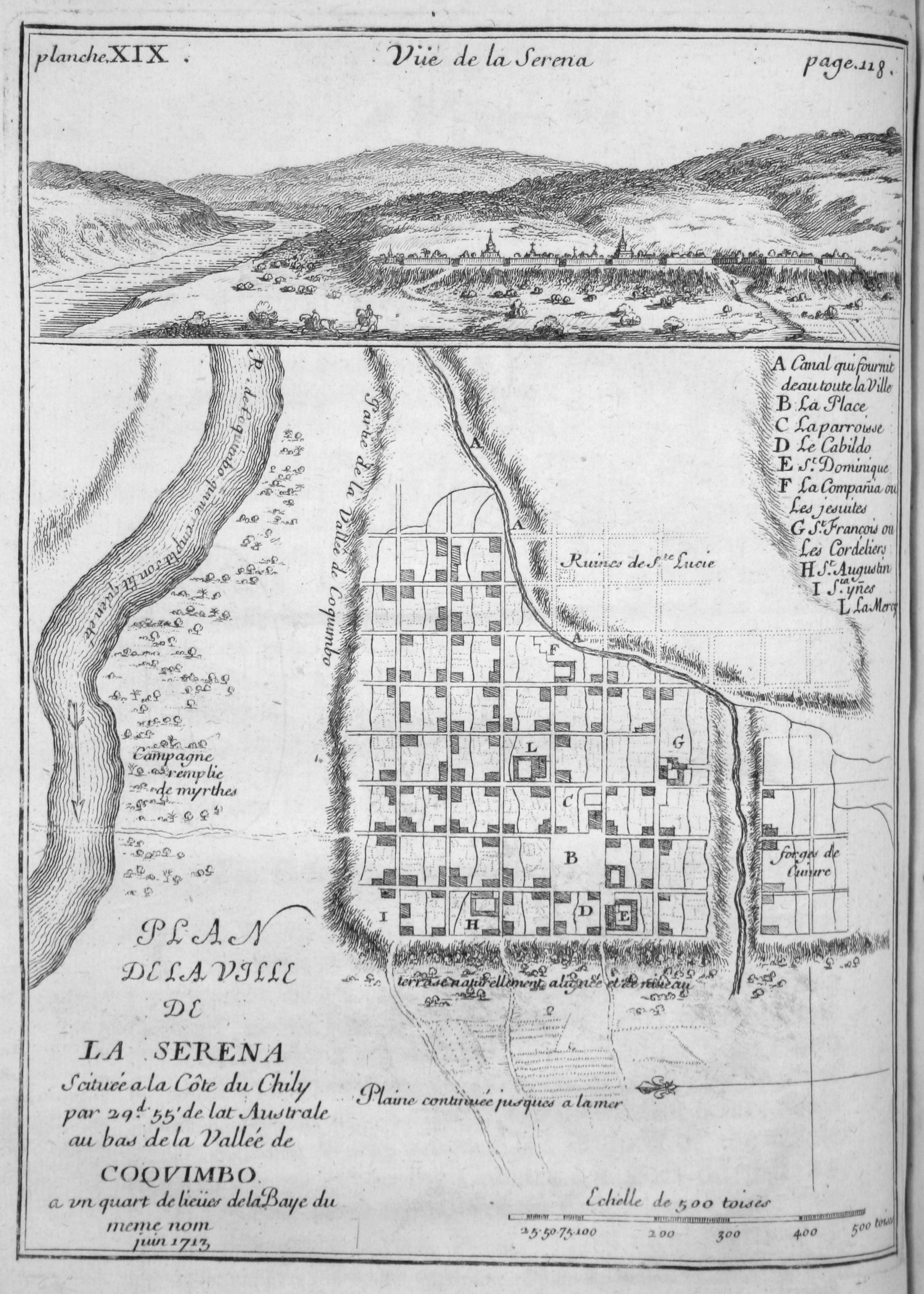
Mappa della città nel 1717.

Il luogo dove si trova attualmente dove la città era abitato da un villaggio preispanico. La Serena fu fondata su ordine dello spagnolo Pedro de Valdivia per fornire un collegamento marittimo per mantenere un contatto permanente tra Santiago e Lima nel Vicereame del Perù. Per questo avrebbe avuto bisogno di un posto dove le sue truppe potessero riposare e mangiare. Il villaggio fu fondato dal capitano Juan Bohón con il nome di Villanueva de La Serena. Sebbene la data esatta sia contestata, le date probabili sono il 15 novembre o il 30 dicembre 1543 e il 4 settembre 1544. Molti storici affermano semplicemente che fu fondato nel 1544. Cinque anni dopo, dalla notte dell'11 gennaio 1549 fino al giorno seguente, una rivolta nativa distrusse e bruciò completamente il villaggio, uccidendo quasi tutti gli spagnoli. Pedro de Valdivia ordinò al capitano Francisco de Aguirre di ricostruire la città più tardi nello stesso anno, il 26 agosto, sotto il nome di San Bartolomé de La Serena (ora santo patrono della città), nello stesso luogo dove oggi sorge la Plaza de Armas. Pochi anni dopo, il 4 maggio 1552, il re Carlo I di Spagna, con decreto reale, le diede il titolo di città. Una delle ragioni per fondare La Serena fu quella di controllare i gruppi Mapuche che avevano iniziato a migrare verso nord dopo la fondazione spagnola di Santiago nel 1541. In effetti, i gruppi Mapuche del nord sembrano aver risposto alla conquista spagnola abbandonando le loro migliori terre agricole e trasferendosi in zone remote, lontane dagli invasori.
Nel corso del XVII secolo, la città subì ripetuti attacchi da parte di corsari, tra cui Francis Drake che aprì la rotta del Pacifico agli inglesi nel 1578. Bartholomew Sharp, che incendiò e saccheggiò in parte nel 1680, ed Edward Davis, che incendiò il convento di Santo Domingo nel 1686, causarono grande paura tra la popolazione, costringendo la città a difendersi nel 1700. Oltre a questi attacchi, la città fu quasi totalmente distrutta dal terremoto dell'8 luglio 1730. Durante la Rivoluzione del 1859, una ribellione contro il governo conservatore, la città fu presa dalle forze guidate da Pedro Leon Gallo. Le forze di Gallo furono sconfitte nella Battaglia di Cerro Grande da un esercito di Santiago, che poi occupò la città.

## Società

### Evoluzione demografica
Al censimento del 2012 possedeva una popolazione di 198 163 abitanti.
| Censimento del 1992 | Censimento del 2002 | Censimento del 2012 |
| 120 816 ab.         | 160 148 ab.         | 198 163 ab.         |